# Canal de Sas
El canal de Sas (en neerlandés: Sassevaart) fue un antiguo canal de navegación de unos 17 km de longitud que unía la actual ciudad belga de Gante con la desembocadura del río Escalda en el mar del Norte, a la altura de la localidad neerlandesa de Sas-de-Gand. Fue construido en 1547-1549 y abandonado a partir de 1648. Desde 1827 fue reemplazado por el canal Gante-Terneuzen. 

## Historia
Tras la colmatación del Zwin, el canal entre Gante y el mar del Norte, llamado Lieve, se volvió intransitable. Se decidió entonces construir un nuevo canal para llegar al mar, cuyos trabajos fueron terminado en 1549. El canal tenía en ese momento unos 19 metros de ancho y 1,9 metros de profundidad. El canal evitaba que la ciudad de Gante dependiese del Escalda y de la ciudad de Amberes.
La historia del canal y de la región se vio luego muy influida por la Guerra de los Ochenta Años (1568-1648). En 1648, Gante perdió su acceso al mar como consecuencia de la prohibición de paso realizada por los Países Bajos del norte y el canal cayó en desuso. Después de la reunificación en 1815 de los Países Bajos del norte con los Países Bajos del sur, se volvió a permitir el acceso al mar. Se decidió extender y ampliar el canal existente. El nuevo canal fue nombrado  canal Gante-Terneuzen. 